# Maison de l'agronomie
La maison de l'agronomie (finnois : Agronomitalo) auparavant Maison des médecins (finnois : Lääkäreiden talo) est un bâtiment d'habitation du quartier de Kaartinkaupunki à Helsinki en Finlande,.